# بياتريس من هوهنشتاوفن
بياتريس من هوهنشتاوفن أو بياتريس من شوابيا (أبريل/يونيو 1198 - 11 أغسطس 1212)؛ هي عضو من سلالة هوهنشتاوفن؛ وفضلاً عن ذلك هي إمبراطورة رومانية مقدسة وملكة الألمان باعتبارها الزوجة الأولى لـ الإمبراطور أوتو الرابع، وأيضا كانت الفترة التي قضتها كـ إمبراطورة تعتبر الأقصر بين الإمبراطورات القرينات، بحيث توفيت بعد ثلاثة أسابيع من الزواج.
بياتريس هي الابنة الكبرى لـ فيليب من شوابيا، ملك ألمانيا منافس زوجها بين عامي 1198 حتى اغتياله في 1208، وزوجته البيزنطية إيرين أنجيلينا؛ شقيقاتها كونيغوند، ملكة بوهيميا وماري، دوقة برابانت وإليزابيث، ملكة قشتالة وليون.